# Антоніо де ла Крус
Антоніо де ла Крус (ісп. Antonio de la Cruz, нар. 7 травня 1947, Леон) — іспанський футболіст, що грав на позиції захисника. Згодом — футбольний тренер.

## Клубна кар'єра
Народився в Леоні і розпочав свою кар'єру в клубі «Реал Вальядолід» з Сегунди. Незважаючи на те, що клуб вилетів в нижчу лігу в кінці сезону 1969/70, Антоніо з наступного сезону опинився в Ла Лізі, ставши гравцем «Гранади». Дебютував у вищому дивізіоні 13 вересня 1970 року в матчі проти «Ельче» (1:1).
На початку березня 1972 року де ла Крус був куплений «Барселоною» за шість мільйонів песет, куди приєднався в липні того ж року. Зіграв за клуб у більш ніж 230 офіційних матчах під час свого перебування на «Камп Ноу», забивши свій перший гол 7 січня 1973 року у ворота «Сарагоси» (2:0); 16 травня 1979 року 32-річний захисник вийшов на заміну в фіналі Кубка Кубків і допоміг команді виграти євротрофей. Незабаром Антоніо завершив кар'єру гравця.

## Виступи за збірну
Дебютував 12 квітня 1972 року в офіційних матчах у складі національної збірної Іспанії в товариській грі проти Греції. У формі головної команди країни зіграв 6 матчів і був учасником чемпіонату світу 1978 року, на якому взяв участь в матчі групового етапу проти Австрії, а збірна не вийшла в плей-оф.

## Тренерська кар'єра
Після виходу на пенсію де ла Крус працював тренером. Спочатку Антоніо очолив «Сабадель», також в Каталонії, але вилетів з командою з Ла Ліги за підсумками сезону 1987/88 років. Згодом працював з третьою командою «Барселони» та з японським клубом «Йокогама Ф. Марінос».
У січні 2003 року, після звільнення Луї ван Гала і до призначення Радомира Антича, де ла Крус був призначений тимчасовим тренером першої команди «Барселони». Він очолював команду в одному матчі Ла Ліги, в якому його клуб був розгромлений «Атлетіко» (Мадрид) з рахунком 0:3.

## Статистика виступів

### Клубна статистика
| Виступи           | Виступи           | Виступи           | Ліга | Ліга | Кубок країни | Кубок країни | Єврокубки | Єврокубки | Інші | Інші | Всього | Всього |
| Клуб              | Ліга              | Сезон             | Ігри | Голи | Ігри         | Голи         | Ігри      | Голи      | Ігри | Голи | Ігри   | Голи   |
| ----------------- | ----------------- | ----------------- | ---- | ---- | ------------ | ------------ | --------- | --------- | ---- | ---- | ------ | ------ |
| Вальядолід        | Сегунда           | 1966/67           | 23   | 0    | 1            | 0            | —         | —         | —    | —    | 24     | 0      |
| Вальядолід        | Сегунда           | 1967/68           | 2    | 0    | 1            | 0            | —         | —         | —    | —    | 3      | 0      |
| Вальядолід        | Сегунда           | 1968/69           | 24   | 0    | 0            | 0            | —         | —         | —    | —    | 24     | 0      |
| Вальядолід        | Сегунда           | 1969/70           | 38   | 0    | 2            | 0            | —         | —         | —    | —    | 40     | 0      |
| Вальядолід        | Разом             | Разом             | 87   | 0    | 4            | 0            | 0         | 0         | 0    | 0    | 91     | 0      |
| Гранада           | Ла Ліга           | 1970/71           | 30   | 0    | 4            | 0            | —         | —         | —    | —    | 34     | 0      |
| Гранада           | Ла Ліга           | 1971/72           | 34   | 0    | 6            | 0            | —         | —         | —    | —    | 40     | 0      |
| Гранада           | Разом             | Разом             | 64   | 0    | 10           | 0            | 0         | 0         | 0    | 0    | 74     | 0      |
| Барселона         | Ла Ліга           | 1972/73           | 29   | 1    | 4            | 0            | 2         | 0         | —    | —    | 35     | 1      |
| Барселона         | Ла Ліга           | 1973/74           | 34   | 1    | 7            | 0            | 2         | 0         | —    | —    | 43     | 1      |
| Барселона         | Ла Ліга           | 1974/75           | 29   | 2    | 1            | 0            | 8         | 0         | —    | —    | 38     | 2      |
| Барселона         | Ла Ліга           | 1975/76           | 24   | 0    | 4            | 0            | 6         | 0         | —    | —    | 34     | 0      |
| Барселона         | Ла Ліга           | 1976/77           | 11   | 0    | ?            | ?            | 1         | 0         | —    | —    | ?      | ?      |
| Барселона         | Ла Ліга           | 1977/78           | 34   | 2    | ?            | ?            | 9         | 0         | —    | —    | ?      | ?      |
| Барселона         | Ла Ліга           | 1978/79           | 22   | 0    | ?            | ?            | 7         | 0         | —    | —    | ?      | ?      |
| Барселона         | Ла Ліга           | 1979/80           | 0    | 0    | ?            | ?            | 2         | 0         | —    | —    | ?      | ?      |
| Барселона         | Разом             | Разом             | 183  | 6    | 16           | 0            | 37        | 0         | 0    | 0    | 236    | 6      |
| Всього за кар'єру | Всього за кар'єру | Всього за кар'єру | 334  | 6    | 30           | 0            | 37        | 0         | 0    | 0    | 401    | 6      |

### Збірна
| Збірна Іспанії | Збірна Іспанії | Збірна Іспанії |
| Роки           | Ігри           | голи           |
| -------------- | -------------- | -------------- |
| 1972           | 3              | 0              |
| 1973           | 0              | 0              |
| 1974           | 0              | 0              |
| 1975           | 0              | 0              |
| 1976           | 0              | 0              |
| 1977           | 0              | 0              |
| 1978           | 3              | 0              |
| Усього         | 6              | 0              |

## Досягнення
«Барселона»
- Чемпіон Іспанії (1): 1973/74
- Володар Кубка Іспанії (1): 1977/78
- Володар Кубка володарів кубків УЄФА (1): 1978/79